# 하이랜더 3
《하이랜더 3》(Highlander III: The Sorcerer)은 영국에서 제작된 앤드류 모라핸 감독의 1994년 액션, SF, 판타지 영화이다. 크리스토퍼 램버트 등이 주연으로 출연하였다.

## 출연

### 주연
- 크리스토퍼 램버트

### 조연
- 마리오 반 피블스
- 데버러 카라 엉거
- 이와마츠 마코

## 한국판 성우진(SBS)
- 엄주환 - 코너 맥클라우드(크리스토퍼 램버트)
- 한상혁 - 케인(마리오 반 피블스)
- 송도영 - 알렉스/사라(데보라 카라 웅거)
- 김정경 - 나카노(이와마츠 마코)
- 한규희 - 스테인(마틴 뉴펠드)
- 이영주 - 존(가브리엘 카콘)
- 김종환 - 타카무라(다니엘 도)
- 김새영
- 유해무
- 성창수
- 김동현
- 김영훈
- 신상숙
- 차명화
- 김일

## 기타
- 공동제작: 에릭 엘트메이어
- 공동제작: 진 카제스
- 공동제작: 제임스 댈리
- 라인프로듀서: 마이쉘 부드리아